# شرمن لو
شرمن لو (انگلیسی: Sherman Lowe؛ ۱۸ اکتبر ۱۸۹۴ – ۲۴ ژانویه ۱۹۶۸) فیلم‌نامه‌نویس اهل ایالات متحده آمریکا بود.
از فیلم‌هایی که وی در آن‌ها نقش داشته‌است، می‌توان به مسیر الماس و قانون وحش اشاره نمود.